# کلبه ۷۳۱۵
سیارک ۷۳۱۵ (به انگلیسی: 7315 Kolbe، نامگذاری:1136T-2) هفت هزار و سیصد و پانزدهمین سیارک کشف شده‌است که در ۲۹ سپتامبر ۱۹۷۳ کشف شد.
قدر مطلق سیارک برابر ۱۳٫۶۰ است.